# Carlos Almenar Otero
Carlos José Almenar Otero (Künstlername Carlos Otero; * 21. März 1926 in Caracas; † 7. August 2018 in Miami) war ein venezolanischer Tenor und Komponist, der in den 1960er Jahren auch in Deutschland große Erfolge feierte.

## Leben
Carlos Jose Almenar Otero wuchs als zweites von fünf Kindern in bescheidenen Verhältnissen auf. Nachdem er in seiner Jugend als Leistungssportler im Schwimmen erfolgreich war, merkte er jedoch schon früh, dass seine große Leidenschaft dem Gesang galt. Entgegen den Wünschen seiner Eltern, die auf eine Ausbildung zum Juristen drängten, beschloss er, sich ganz dem Gesangsstudium zu widmen und brach sein Jurastudium ab. Der erste Erfolg stellte sich ein, nachdem er von der italienischen Gesangslehrerin Clara Ponticelli in Caracas als Schüler angenommen worden war. Mit ihrer Hilfe bereitete er sich auf den Mario-Lanza-Musikwettbewerb vor, der 1951 in Caracas stattfand. Veranstalter des Musikwettbewerbs war die Metro-Goldwyn-Mayer (MGM), die damit ihre Filme mit dem Startenor Mario Lanza förderte. Nachdem er in Caracas den ersten Preis gewonnen hatte, durfte er Venezuela im internationalen Finale des Wettbewerbs in Rio de Janeiro vertreten, wo er mit den Arien Il Mio Tesoro aus der Oper Don Giovanni und Ecco Ridente Cielo aus dem Barbier von Sevilla den dritten Preis gewann. 
Mithilfe eines Staatsstipendiums ging er nach Italien, um in Mailand seine Gesangsstudien weiterzuführen. Nach vier Jahren Studium debütierte er im Teatro Nuovo in Mailand sowie im Teatro Lirico. Es folgten mehrere Opernauftritte in kleineren Theatern in der Provinz. Ende der 1950er Jahre führte ihn der berufliche Weg nach Deutschland, wo er nach Radioauftritten von der Firma Polydor unter Vertrag genommen wurde.  Es folgten Erfolge mit Liedern wie Weine keine Träne um mich und Cara Mia, sowie Funkauftritte und mehrere kleine Auftritte in Filmen. Seine Tourneen führten ihn u. a. durch ganz Europa bis nach Russland, Japan und in die Vereinigten Staaten. Die Kritiker der Zeitung The Japan Times bezeichneten ihn in den 1960er Jahren als „einen Sänger mit einer der schönsten Stimmen, die Japan je besucht haben“. 
Mitte der 1970er Jahre folgte dann die Rückkehr nach Caracas, wo er lange Jahre als gefeierter Tenor (Goldene Stimme Venezuelas – La Voz de Oro de Venezuela) und Gesangslehrer arbeitete. Hier entstand auch eine Fernsehshow für Sänger, in der er als Hauptjuror den jungen Talenten erste Tipps zur gesanglichen Ausbildung gab. Die von ihm gegründete Fundación Almenar Otero unterstützte venezolanische Musik und organisierte z. B. wohltätige Konzerte in Altersheimen und Krankenhäusern. Aufgrund der zunehmend schwierigen Lage in Caracas folgte 2003 ein Umzug nach Florida, wo Carlos Almenar Otero seitdem als Gesangslehrer arbeitete, schrieb und weiterhin kleine Konzerte gab. Dazu kamen Auftritte in Radio und Fernsehen und Workshops/Vorlesungen, auch in seiner Heimat Venezuela. Seine Schülerin, Maritza Salcedo de Almenar, mit der er seit 1983 in dritter Ehe verheiratet war, ist ebenfalls als Sängerin erfolgreich. Carlos Almenar hatte drei Kinder, eine Tochter aus erster Ehe in Deutschland, eine Tochter in Caracas aus seiner zweiten Ehe und einen Adoptivsohn aus der Verbindung mit der Sängerin Maritza Salcedo de Almenar.
Almenar Otero starb im August 2018 im Alter von 92 Jahren in Miami, wo er die letzte Zeit gelebt hatte.

## Diskographie
Carlos Almenar Otero arbeitete unter anderem mit bekannten Musikern und Orchestern zusammen, darunter Werner Müller, Bert Kaempfert, Frank Barber und The National Philharmonic Orchestra of London. Die Single Weine keine Träne um mich erreichte mehr als 500.000 verkaufte Exemplare. 

### LPs (Auswahl)
- Cara Mia
- Más éxitos
- Sprich zu mir von Liebe
- Una canción dentro de mí
- Arpa, mar y llano
- El disco de oro
- La canción de verano
- Carlos Almenar Otero canta para ti
- Concierto popular
- Venezuela canta
- Carlos Otero International
- A la orilla de un palmar
- Hendrina
- La más bella música de Venezuela
- Ven a mis brazos

### Deutschsprachige Singles (Auswahl)
- 1961: Weine keine Tränen um mich, Bella Maria / Die roten Segel im Hafen von Napoli
- 1961: So eine Nacht unter Palmen / Isola Bella
- 1962: Bye Bye Romantica / Das Lied der Sierra
- 1962: Bambina, Bambina / Serenata Veneziana
- 1962: Braune Tamara / Venezuela
- 1963: Ein heißer Kuß und tausend kühle Tränen / Das Hafenlied von Barcelona
- 1963: Dunkle Augen in der Nacht / In den Straßen von Neapel
- 1964: Bald blühen die Rosen / Sprich zu mir von Liebe, Mariu
- 1964: Bella Rosita / Es fing mit einer roten Rose an
- 1964: Du allein bist schuld daran / Fiesta In Rio
- 1965: La Bella Lucia / Nimm meine Hände
- 1965: Cara Mia / Allein mit dir
- 1966: Es war nur ein Traum / Nanita Nana
- 1966: Ich hab Fernweh / O mia bella Napoli
- 1967: Innamorato / Weine nicht
- 1971: Die Liebe kommt, die Liebe geht / Sing
- 1973: Schirokko / Kein Wiederseh’n
- 1974: Sommernacht in Madrid / Mein Zug heißt Sehnsucht